# Analges mucronatus
Analges mucronatus är en spindeldjursart som beskrevs av Buchholz 1969. Analges mucronatus ingår i släktet Analges, och familjen Analgidae. Arten är reproducerande i Sverige.